# Шуахеві
Шуахе́ві (груз. შუახევი) — містечко, даба в Аджарії, Грузія, за 67 км на схід від Батумі, на правому березі річки Аджарисцкалі.
Населення складає 797 осіб (2014).